# 腺果苓菊
腺果苓菊（学名：Jurinea adenocarpa）是菊科苓菊属的植物。分布在俄罗斯以及中国大陆的新疆等地，目前尚未由人工引种栽培。